# Сандра Неслунд
Сандра Неслунд (6 липня 1996 , Gudmundrå parishd, Вестерноррланд ) — шведська фристайлістка, олімпійська чемпіонка 2022 року, дворазова чемпіонка світу.

## Олімпійські ігри
| Рік  | Місто                     | Скікрос |
| ---- | ------------------------- | ------- |
| 2014 | Сочі, Росія               | 5       |
| 2018 | Пхьончхан, Південна Корея | 4       |
| 2022 | Пекін, Китай              | 1       |

## Чемпіонат світу
| Рік  | Місто                  | Скікрос |
| ---- | ---------------------- | ------- |
| 2013 | Восс, Норвегія         | 14      |
| 2017 | Сьєрра-Невада, Іспанія | 1       |
| 2019 | Парк-Сіті, США         | 9       |
| 2021 | Ідре, Швеція           | 1       |